# 四街道インターチェンジ
四街道インターチェンジ（よつかいどうインターチェンジ）は、千葉県四街道市内黒田にある東関東自動車道のインターチェンジである。
潮来IC方面は当IC付近から成田IC/JCT付近の間の最高速度は2021年（令和3年）12月1日より110km/hとなり、更に、2023年（令和5年）7月3日には120km/hへと引き上げられた。

## 道路
- E51 東関東自動車道（7番）

※ランプウェイは付近に住宅地があるため、平面Y型となっており、下りの東京方面からの出口と鹿嶋方面への入口は平面交差となっているが、信号機は設置されてない。
- 千葉県道64号千葉臼井印西線

## 料金所
- ブース数 : 6

### 入口
- ブース数 : 3
  - ETC専用 : 1
  - ETC/一般 : 1
  - 一般 : 1

### 出口
- ブース数 : 3
  - ETC専用 : 1
  - 一般 : 2

## 歴史
- 1971年（昭和46年）10月27日 : 新空港自動車道として宮野木JCT - 富里IC間が開通し、供用開始。
- 1979年（昭和54年）4月1日 : 新空港自動車道の宮野木JCT - 成田IC間が東関東自動車道に名称変更。

## 接続する道路
- 千葉県道64号千葉臼井印西線
  - 左折（信号なし、常時左折可） - 国道296号、佐倉、印西方面
  - 右折（信号あり） - 四街道市街、国道51号、千葉方面

## 周辺
- 四街道市立八木原小学校
- 四街道市立南小学校
- 四街道市立千代田中学校
- 栗山中央病院
- 四街道市立四街道北中学校
- 千葉県立四街道北高等学校
- 四街道駅
- 四街道市役所
- トップマート・四街道店
- ぼくのツリーハウス

## 隣
E51 東関東自動車道
(6) 千葉北IC - (7) 四街道IC - (8) 佐倉IC